# Фанранг-Тхаптям
Фанра́нг-Тхаптя́м (вьет. Phan Rang–Tháp Chàm; до 1917 года — Пандуранга, до 1992 года — Фанранг) — город в южной части Вьетнама, административный центр провинции Ниньтхуан.
Фанранг-Тхаптям находится в 1385 км от Ханоя и в 334 км от Хошимина. Город стоит в устье реки Кай (Cái), воды которой впадают в залив Фанранг Южно-Китайского моря.

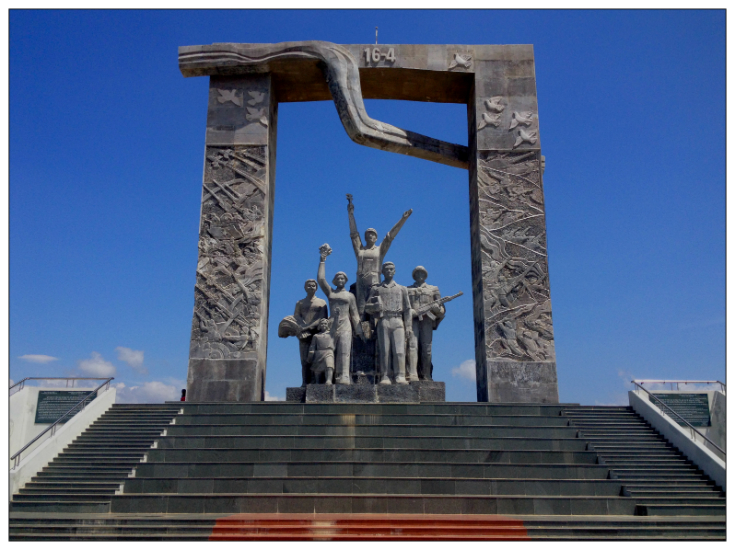
Монумент в Парке 16 апреля, Фанранг-Тхаптям

## Административное деление
Фанранг-Тхаптям включает 15 городских кварталов (phường) и 1 сельскую общину (xã):
Таблица 1. Административное деление Фанранг-Тхаптяма
| Название адм.единицы           | Год основания | Площадь, га | Население, чел. | Плотность населения, чел/км² | Актуальность данных, год |
| ------------------------------ | ------------- | ----------- | --------------- | ---------------------------- | ------------------------ |
| Баоан (Bảo An)                 | 1981          | 321,87      | 10 027          | 3115                         | 2001                     |
| Дайшон (Đài Sơn)               | 2001          | 126,27      | 6975            | 5524                         | 2001                     |
| Даолонг (Đạo Long)             | 1981          | 214,00      | 10 088          | 4714                         | 1999                     |
| Довинь (Đô Vinh)               | 1981          | 2.850,00    | 12 652          | 444                          | 1999                     |
| Донгхай (Đông Hải)             | 2001          | 211,71      | 20 724          | 9789                         | 2001                     |
| Киньдинь (Kinh Dinh)           | 1981          | 39,17       | 7656            | 19 546                       | 2001                     |
| Мибинь (Mỹ Bình)               | 2008          | 495,76      | 8076            | 1629                         | 2008                     |
| Мидонг (Mỹ Đông)               | 2001          | 241,00      | 12 401          | 5146                         | 2008                     |
| Михай (Mỹ Hải)                 | 2008          | 221,70      | 4919            | 2219                         | 2008                     |
| Михыонг (Mỹ Hương)             | 1981          | 50,00       | 4759            | 9518                         | 1999                     |
| Фуха (Phủ Hà)                  | 1981          | 136,97      | 10 714          | 7822                         | 2001                     |
| Фыокми (Phước Mỹ)              | 1981          | 593,85      | 11 322          | 1907                         | 2001                     |
| Тантай (Tấn Tài)               | 1981          | 286,06      | 8157            | 2851                         | 2008                     |
| Тханьшон (Thanh Sơn)           | 1981          | 96,78       | 7509            | 7759                         | 2001                     |
| Ванхай (Văn Hải)               | 2008          | 927,11      | 13 909          | 1500                         | 2008                     |
| община Тханьхай (xã Thành Hải) | 1979          | 937,03      | 5805            | 620                          | 2001                     |

## Транспорт
В 1962 году правительство США выделило финансирование на восстановление и модернизацию существующих, а также строительство новых объектов военной инфраструктуры в Южном Вьетнаме. Главным подрядчиком стала объединённая строительная организация РМК (созданная двумя американскими строительными компаниями "Реймонд интернейшнл оф Нью-Йорк" и "Моррисон-Нудсен оф Бойс" из штата Айдахо). После начала Вьетнамской войны в 1964 году инженерные части и подразделения армии США начали здесь строительство взлётно-посадочной полосы со сборно-разборных покрытием из алюминиевых панелей. Строительная компания РМК начала строительство капитальной бетонной взлётно-посадочной полосы. В результате был создан военный аэродром Фанранг.
Транспортный узел на национальном шоссе 1A; железнодорожная станция Тхаптям (вьет. Tháp Chàm) на магистрали Север—Юг и исторической ветке Далат—Тхаптям; морской порт;.